# AvaStars LIVE
AvaStars LIVE was een spelshow die op Nederland 3 door de AVRO werd uitgezonden. Het programma werd gepresenteerd door Ewout Genemans.
Het programma is op 29 april 2011 gestopt en komt niet meer terug.

## Format
In het programma nemen twee kinderen het tegen elkaar op in een vragenquiz, waarbij de kinderen uit vier antwoordmogelijkheden kunnen kiezen. Voor ieder goed antwoord worden er punten gegeven. Na de vragen wordt er een eindspel gespeeld waarbij een parcours met obstakels en punten moet worden afgelegd.
De punten verdiend met de quiz en het parcours worden bij elkaar opgeteld en degene met de meest punten heeft gewonnen en mag een prijs uitkiezen. Voor de verliezer is er een tas met spullen.